# Ciudad de la Paz
Ciudad de la Paz, bis 2017 Oyala (auch: Djibloho) ist eine Planstadt in Äquatorialguinea, die seit Februar 2017 neuer Regierungssitz des Landes ist.

## Lage
Die Stadt entsteht am Rio Wele im Hinterland von Äquatorialguinea, 180 km ostsüdöstlich der Hafenstadt Bata und 78 km nördlich von Bidjabidjan in der Provinz Wele-Nzas. Sie liegt 454 m über dem Meeresspiegel.

## Planung und Bau

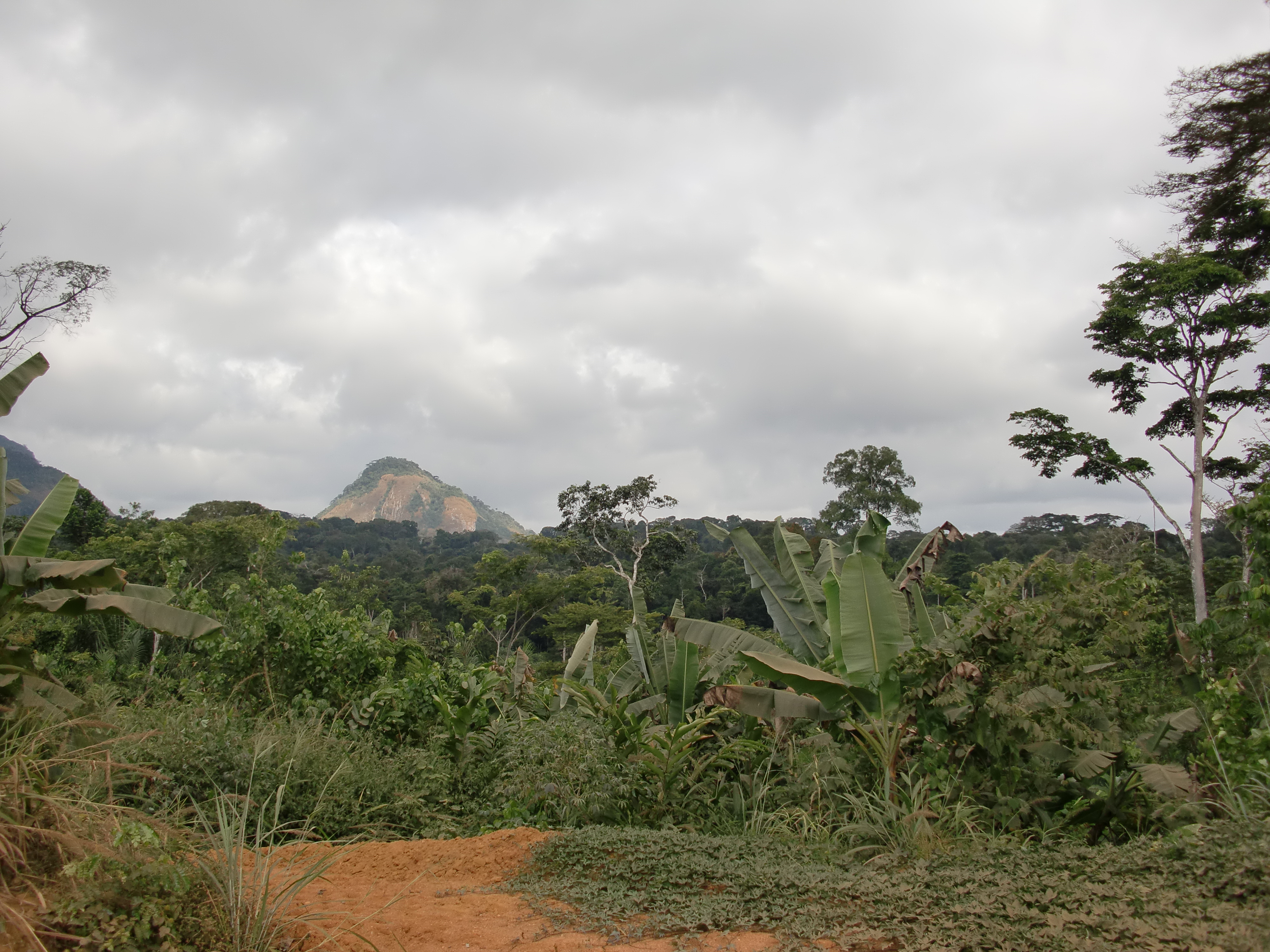
Dschungel bei Ciudad de la Paz

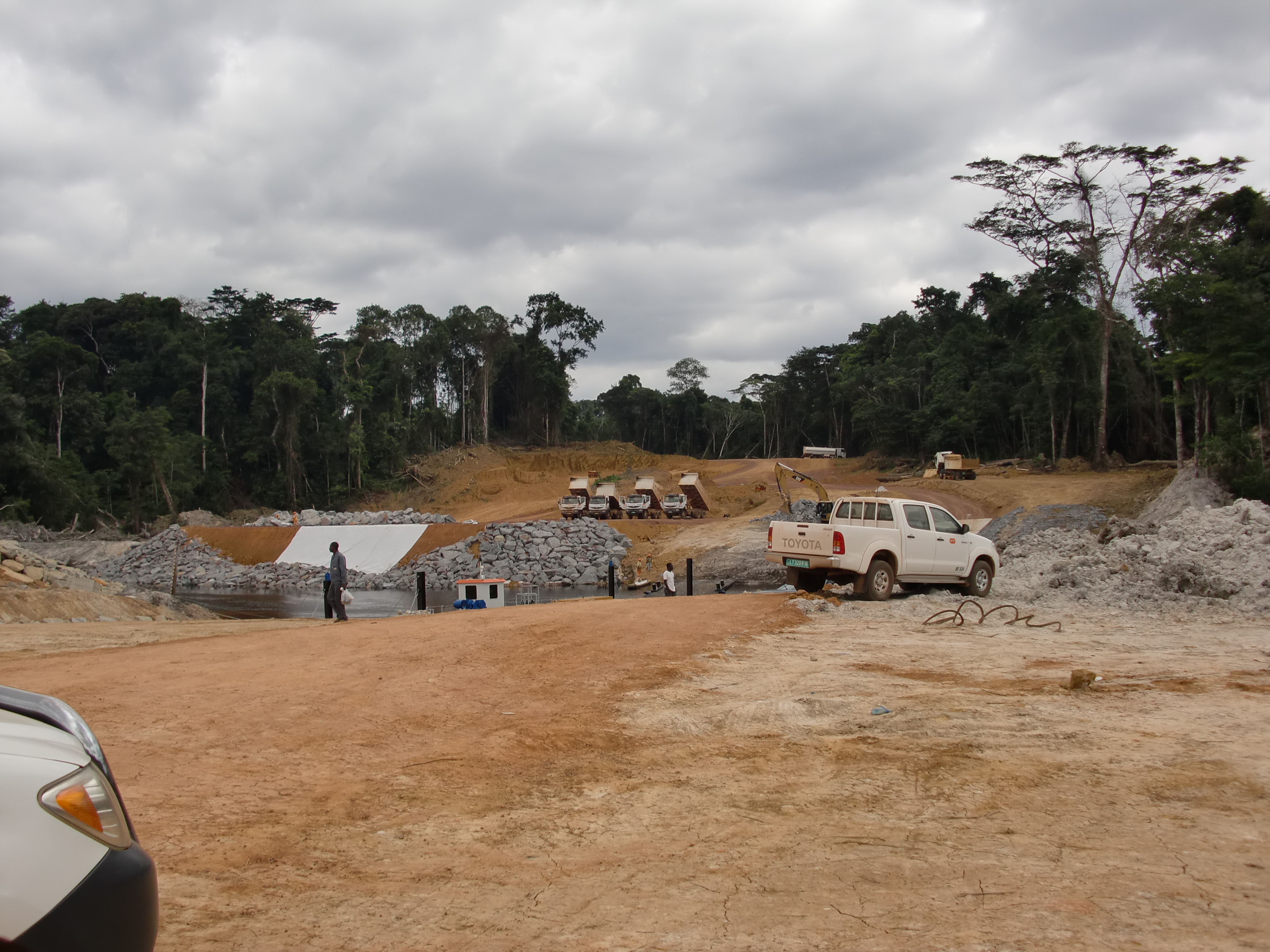
Brückenbau am geplanten Präsidentensitz (2010)

Die Regierung plant und erbaut mitten im unerschlossenen Dschungel eine neue Großstadt als Regierungssitz. Sie soll Amtssitz von Präsident, Regierung, Verwaltung, Polizei und Militärführung werden und somit die aktuelle Hauptstadt Malabo ablösen. In Ciudad de la Paz sollen auf einer Fläche von 81,5 km² später 160.000 bis 200.000 Menschen leben können. Das entspricht etwa einem Viertel der äquatorialguineischen Bevölkerung; die genaue Einwohnerzahl ist nicht bekannt.
Ein Golfplatz, eine Universität und ein Luxushotel sowie sechsspurige Autobahnen waren 2013 fast fertig. Der Regierungspalast und eine große Basilika waren 2019 fertiggestellt. In Planung befinden sich ein Finanzdistrikt und Wohnsiedlungen. 2010 waren nur drei „innerstädtische“ Brücken und mehrere Autobahnen teilweise fertig oder in Bau (siehe Bild links). Sie sollen die Stadt mit dem neuen Flughafen bei Mengomeyén (der Heimat des Präsidenten) verbinden und die strategische Bedeutung der Hafenstadt Bata für das benachbarte Gabun und ganz Zentralafrika erschließen. Für die Autobahnen wurden riesige Dschungelgebiete gerodet und Schneisen in die Granithügel gesprengt (siehe Bild). Die portugiesische Außenhandelskammer (AICEP) gab an, die Stadt solle erneuerbare Energien nutzen und nachhaltig sein. Die Energieversorgung wird durch den Djibloho-Damm, welcher den Wele-Fluss staut, sichergestellt.
Die Finanzierung erfolgt über die AICEP. Die Planungen entstammen einem portugiesischen Architekturbüro. Ein Bericht der BBC vermutet Kosten in Höhe mehrerer Milliarden. Bis 2020 soll die Stadt fertiggestellt werden. Die Bauarbeiten werden aus Polen, Brasilien und Nordkorea unterstützt. Zu Bauverzögerungen kommt es angeblich immer wieder auch deshalb, weil Präsident Obiang Gebäude abreißen lässt, deren Aussicht ihm nicht gefällt. Zudem werden alle Baustoffe importiert.
Im Februar 2017 verlegte die Regierung ihren Sitz von Malabo in die noch unfertige Stadt, um der Entwicklung der Region neue Impulse zu geben. Die Regierung wurde schon mehrmals in Städte auf dem Festland verlegt (hauptsächlich Bata), was jeweils zu administrativen Problemen führte.

## Kritik am Bauvorhaben

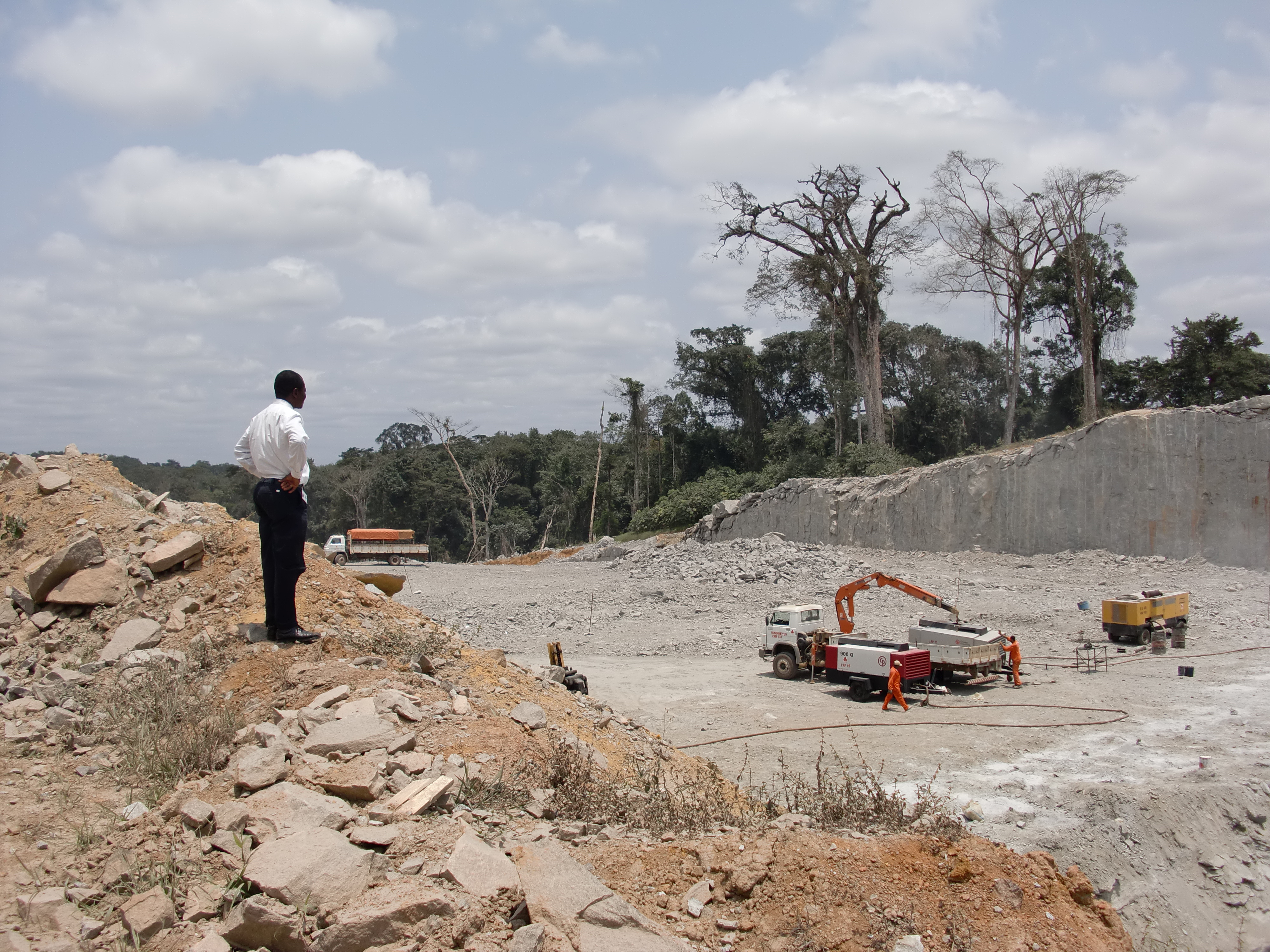
Autobahnbau (2010)

Das Projekt einer neuen Hauptstadt wird der obsessiven Angst des Diktators Teodoro Obiang Nguema Mbasogo vor Aufständen und Angriffen zugeschrieben. Außerdem profitiert einer seiner Söhne, Vizepräsident Teodorín Obiang, von dem Projekt, dessen Bauunternehmen Abayak ein Monopol auf den Zementmarkt des Landes besitzt.  Da die breite Bevölkerung vom eigentlich immensen Reichtum des Landes (Erdöl, Erdgas) nicht profitiert, wird der Plan in der internationalen Presse und von der äquatorialguineischen Opposition kritisiert. Außerdem gilt der Bedarf für eine solch große Stadt tief im Landesinneren als fraglich, weil ein Großteil der Bevölkerung am Meer lebt. Die Nachhaltigkeit der Stadt, die die portugiesische Außenhandelskammer betont, stimmt möglicherweise nicht mit den Dschungelrodungen überein.